# 지미 제이미슨

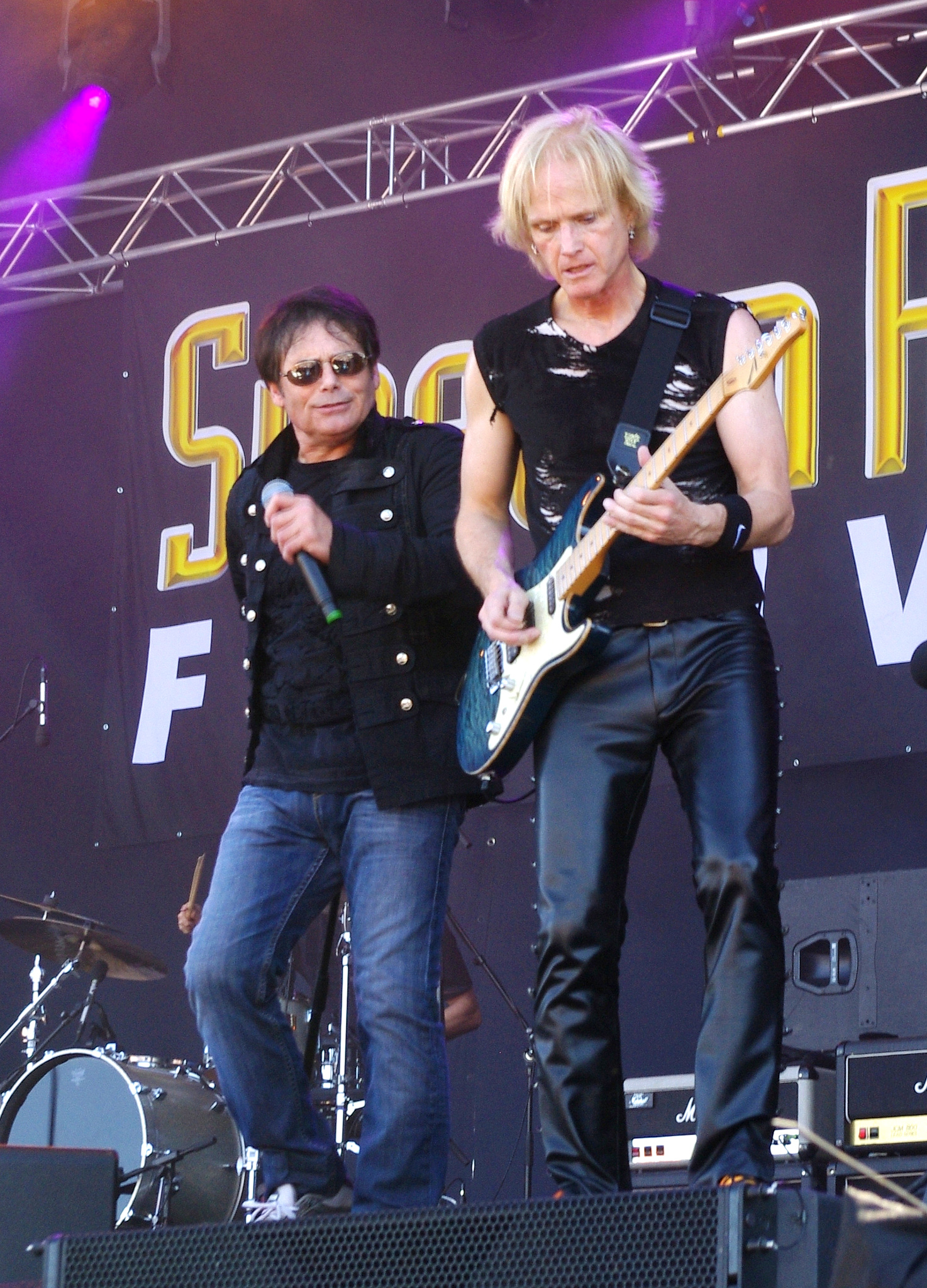
2013년 3월 당시 스웨덴에서의
지미 제이미슨(사진에서 왼쪽)

지미 웨인 제이미슨(Jimi Wayne Jamison, 1951년 8월 23일~2014년 9월 1일)은 미국의 록 가수 겸 작사가이며 작곡가이고, 록 밴드 《서바이버》의 구성원이었다.
미국 미시시피 주 듀런트에서 출생하였고 지난날 한때 미국 미시시피 주 잭슨에서 잠시 유아기를 보낸 적이 있으며 훗날 미국 테네시주 멤피스에서 성장한 그는 1967년에 기타리스트로 첫 데뷔하였고, 1968년에 피아니스트로 데뷔하였으며, 1971년에 드디어 솔로 가수로 데뷔하였고 1984년 하드 록 밴드 서바이버(Survivor)에 보컬리스트로 영입되었다.
그는 하드 록 음악 밴드 서바이버의 초기 보컬리스트였던 데이브 비클러와 목소리가 흡사하기로도 유명하였고 1984년 비클러가 하드 록 밴드 서바이버에서 물러나자 서바이버에 차기 보컬리스트 영입되어 이후 13년간의 솔로 가수 활동을 사실상 접었고 이후 서바이버의 최장수 프런트맨으로 활동하였는데 비클러가 1982년 원곡으로 부른 《Eye of the tiger》라는 곡을 하드 록 밴드 서바이버 차기 교체 보컬리스트 제이미슨이 부르면서도 비클러와 목소리가 한치의 오차가 느껴지지 않을 정도의 유사성 있는 컬러의 보이스로 화제를 모았다.